# Рита Шпајзер
Рита Шпајзер (Бач, 30. април 1965) је српско-немачки судија у дизању тегова, васпитач у Дому ученика средњих школа „Бранково коло” у Новом Саду, председник Савеза за дизање тегова Војводине и члан савета Фондације „Завичајна кућа” за заштиту завичајног наслеђа подунавских Шваба у Сремским Карловцима. По звању је магистар педагошких наука.

## Биографија
Њен отац Ерих Шпајзер (1940-1995) био је репрезентативац и рекордер, такмичар, тренер и судија у дизању тегова. Мајка Илонка Шпајзер, рођена Секе (1940) је пензионисана наставница српскохрватског и руског језика.
Основну школу "Вук Караџић" у Бачу завршила је као вуковац. Средњу стручну школу културолошког усмерења "20. октобар" у Бачкој Паланци такође је завршила одличним успехом. Дипломирала је из области педагогије 1991. године на Филозофском факултету Универзитета у Новом Саду. Магистрирала је 2010. године на истом факултету и тиме стекла звање магистра педагошких наука.
Од 1986. године живи са Сашом Радоњићем, професором књижевности, писцем и музичарем.

## Каријера
Своју каријеру започела је у "Нолитовој књижари", Милош Црњански бр. 52 на СПЕНС-у, истурени објекат на Филозофском факултету, одмах по окончању основних студија од септембра 1990. до маја 1992. године. Затим прелази код приватног послодавца, папирницу и књижару "Студент", која са растом и развојем мења име у "Stylos". У периоду од 1992. до 2002. мења радна места у оквиру исте фирме и од књижара, преко уредника стручне литературе и пословође Универзитетске књижаре стиже до места директора "Stylos" издаваштва.
2002. године почиње да ради у струци, у Дому ученика средњих школа "Бранково коло" у Новом Саду. 
Љубав према спорту, посебно дизању тегова, стекла је уз оца Ериха и укључила се у вођење такмичења које је организовао Клуб дизача тегова "Херкулес" у Бачу. Дозволу за стицање звања судије од Европске федерације за дизање тегова затражила је 1986. године и тако постала прва жена у Југославији са тим звањем. Други испит положила је 1987. године, звање савезног судије стекла је 1989. године, међународни ниво друге категорије положила је 1992. године и последњи, највиши међународни ниво прве категорије положила је 2009. године.
Од 2008. до 2018. године била је на функцији генералног секретара Савеза Србије за дизање тегова.
2015. године је стекла и звање оперативног спортског менаџера.
2018. године је изабрана за члана савета Фондације "Завичајна кућа" за заштиту завичајног наслеђа Подунавских Шваба у Сремским Карловцима.
2019. године је изабрана на функцију председника Савеза за дизање тегова Војводине.